# Ван Кромбрюгге, Хендрик
Хендрик Ван Кромбрюгге (нидерл. Hendrik Van Crombrugge; род. 30 апреля 1993, Лёвен, Брабант) — бельгийский футболист, вратарь клуба «Генк».

## Ранняя карьера
Родился в бельгийском городе Лёвен. Футбольный путь начал в академии клуба Стандард.

## Клубная карьера
Во взрослом футболе дебютировал в составе клуба «Синт-Трёйден», в первом и единственном матче за этот клуб пропустил 4 гола. В январе 2013 года покинул клуб на правах свободного агента, после чего около полугода пребывал без клуба.
В июле 2013 года присоединился к клубу «Эйпен», выступавшем во второй по силе бельгийской лиге. К концу первого сезона стал основным игроком команды, провёл все матчи плей-офф за выход в элитный дивизион, по итогам которого команда осталась в своей лиге. В сезоне 2014/15 провёл все матчи своей команды полностью, как в лиге, так и в плей-офф, но команду снова ждала неудача в борьбе за повышение в классе. В сезоне 2015/16 Ван Кромбрюгге выпал из основы во второй половине сезона, а команда сумела завоевать прямую путёвку в высший дивизион Бельгии.
В первом сезоне в высшей лиге Ван Кромбрюгге вернул себе место в основе, пропустив лишь 3 матча из-за травмы колена. Команда завершила регулярный чемпионат на 14-м месте, а в плей-офф за выход в Лигу Европы заняла 3-е место в своей подгруппе. Следующий сезон команда завершила на 15-м месте. Кромбрюгге провёл 29 игр в чемпионате, однако в плей-офф за Лигу Европы вышел на поле только 4 раза.
Сезон 2018/19 стал самым успешным для Ван Кромбрюгге. Он провёл все игры регулярного чемпионата, который команда завершила на 12-м месте, в основе, а также 7 матчей плеф-офф, по итогам которого команда заняла 5-е место в группе.
1 августа 2019 года перешёл в клуб «Андерлехт» за 2,25 млн евро.
В июле 2023 года Ван Кромбрюгге перешёл в «Генк», подписав с клубом контракт на три сезона с опцией на дополнительный год. Сумма трансфера составила 1 млн евро. За «Генк» он дебютировал 5 октября 2023 года в матче Лиги конференций 2023/24 против сербского клуба «Чукарички».

## Карьера в сборной
Выступал за различные юношеские сборные Бельгии. В июне 2019 года впервые был вызван в стан основной команды на матчи против Казахстана и Шотландии.